# چهار نفر در یک جیپ
چهار نفر در یک جیپ (آلمانی: Die Vier im Jeep) فیلمی در ژانر درام به کارگردانی لئوپولد لینتبرگ است که در سال ۱۹۵۱ منتشر شد. از بازیگران آن می‌توان به رالف میکر، ویوسا لیندفورش، و پولت دوبوست اشاره کرد. این فیلم برنده خرس طلایی جشنواره فیلم برلین شده‌است.